# Сант-Аполлінаре-Нуово
Сант-Аполліна́ре-Нуо́во (італ. Sant'Apollinare Nuovo) — ранньохристиянська базиліка в Равенні (Італія). Побудована в кінці V — початку VI століть правителем Равенни королем Теодоріхом Великим як його придворна церква. Пізніше (в IX столітті) освячена на честь небесного покровителя Равенни св. Аполлінарія (звідси назва). Базиліка знаменита унікальними мозаїками, одна частина яких належать до часу Теодоріха, а інша — Юстиніана, коли Равенна стала візантійським екзархатом.
У 1996 році базиліка в складі ранньохристиянських пам'ятників Равенни була включена в число об'єктів Світової спадщини ЮНЕСКО.
Базиліка, спочатку присвячена Христу Спасителю, була побудована за правління короля Теодоріха в 493—526 роках, тобто в проміжку між завоюванням Равенни остготами до смерті короля. Ця дата зв'язується з описами Агнелла Равеннського (IX ст.), автора хроніки «Liber pontificalis ecclesiae Ravennatis». Агнелл наводить текст напису в апсиді церкви: «Theodoricus rex hanc ecclesiam a fundamentis in nomine Domini nostri Jesu Christi fecit» (цей напис не зберігся). Базиліка перебувала поруч з палацом Теодоріха, руїни якого розкопали в 1910—1920 роках. Як і всі побудовані Теодоріхом равеннські церкви, базиліка належала готам-аріанцям. Зовнішній вигляд і інтер'єр церкви, а також майже всі найбільш ранні її мозаїки (євангельський цикл, цикл Страстей, зображення палацу Теодоріха і порту Классі) збереглися з аріанских часів.
Після завоювання Равенни імператор Юстиніан I своїм едиктом «Sancta mater ecclesia Ravennas, vera mater, vera orthodoxa» передав всі культові будівлі аріанців православним, і базиліка в 561 році була освячена на честь святого Мартина Турського, який прославився викриттям аріанского віровчення. Після цього мозаїки на аріанські теми були частково перекладені, а частина була зачорнена (як свідчить переказ, це було зроблено на вимогу папи Григорія Великого). У цей же період були виконані мозаїки вздовж північної і південної стін головного нава, що зображують процесії мучеників і дів.
У зв'язку з піратськими набігами на Классіс (колишній порт, який перебував за равеннським стінами, нині район Равенни) в 856 році в базиліку з Сант-Аполлінаре-ін-Класу були перенесені мощі покровителя Равенни святого Аполлінарія. Храм був переосвячений в честь цього святого й отримав свою сучасну назву Сант-Аполлінаре-Нуово (тобто «нова» — для відмінності від вже наявної в місті церкви св. Аполлінарія, нині відомої як Сант-Аполлінаре-ін-Классе). У 1748 році мощі святого Аполлінарія були повернуті на своє початкове місце в Классі, при цьому «нова» базиліка зберегла своє посвячення і назву.
У X—XI століттях до храму була прибудована дзвіниця, в XVI столітті — мармуровий портик, який замінив квадропортик, який імовірно існував раніше (сліди аналогічного квадропортика були виявлені археологами в Сант-Аполлінаре-ін-Классі). У тому ж XVI столітті через підвищення рівня ґрунтових вод підлогу базиліки було піднято на 1,2 м, в результаті цієї перебудови велика частина мозаїчної підлоги VI століття була загублена. Тоді ж була побудована нинішня апсида, яку згодом (у XVIII столітті, в 1950 і 1986 роках) переробляли. У XVII столітті була збудована кесонна стеля, яка існує і досі та замінила минулу (Святий Мартін в золотих небесах).

## Архітектурні особливості
Зовнішній вигляд храму є типовим для остготських і лангобардських церкв: цегляні стіни розчленовані пілястрами й здвоєними вікнами. Фасад, що мав раніше квадропортик (замкнуту з усіх боків паперть), з XVI століття прикрашений мармуровим портиком. Прибудована до храму в IX—X століттях 38-метрова дзвіниця має типову циліндричну форму. У міру зростання поверхні дзвіниці її віконні прорізи мають прогресію стулок — від однієї до трьох, що робить будівлю легшою.
Базиліка має три нави, поділених колонадами з константинопольських мармурових колон (по 12 з кожного боку) з коринфськими капітелями і грецькими буквами. Особливістю Сант-Аполлінаре-Нуово, що відрізняє її від більшості ранньохристиянських базилік, є те, що на колони спираються п'ять арок, а не антаблемент; при цьому на капітелі укладені не самі п'яти, а прокладки (пульвани), що є типово візантійським мотивом в архітектурі. Капітелі мають вглиблену кошикоподібну форму, також типову для візантійського зодчества. Розміри базиліки 42 на 21 метр. Через невеликі розміри храму простір бічних невів зливається з центральним, чому сприяє широкий крок колон. Центральний нев завершується бароковою апсидою, випереджає широким пресбітерієм, відреставрованим в 1986 році.
У XVIII столітті до північного (лівому від входу) нева було прибудовано 8 бічних каплиць. Цікавими є дві з них:
- перша від головного вівтаря капела присвячена святому Антонію Падуанському і містить статую цього святого, використовувану для процесій,
- перша від основного входу капела присвячена пам'яті італійських солдатів, загиблих в Першу світову війну, і, крім меморіальних дощок з іменами загиблих, прикрашена фресками, типовими для муссолінівської пропаганди, на кшталт «Радість старих батьків», «Радість люблячої дружини», «Радість вірної нареченої», на яких перераховані персонажі зустрічають солдат, що повернулися з фронту, а вінчає цей куточок монументальне полотно «Боже, благослови Італію», де всі зображені герої на інших фресках об'єднані з Папою Римським у спільній молитві про перемогу.

## Внутрішнє оздоблення та мозаїки
Інтер'єр базиліки пишно прикрашений візантійськими мозаїками, розташованими в три яруси:
- верхній ярус — євангельські сюжети (північна стіна містить 13 сцен євангельських чудес і притч, південна — 13 сцен Страстей Христових),
- середній ярус — зображення пророків і святих,
- нижній ярус — процесії дів (північна сторона) і мучеників (південна сторона).

Створення мозаїчного комплексу належить до епохи Теодоріха, в ньому брали участь різні майстри. У 60-х роках VI століття мозаїки були частково перекладені, щоб знищити пам'ять про остготських правителів Равенни. Академік В. М. Лазарев зазначає, що мозаїки базиліки «виявляють подальший відхід від елліністичної-римської спадщини, що багато в чому зближує їх з пам'ятниками східного, головним чином сиро-палестинського кола». Перекладені мозаїки менш цікаві, ніж теодоріхівські; серед них виділяється портрет імператора Юстиніана (так він був інтерпретований реставраторами XIX століття і безсумнівно ними підписаний), який ряд дослідників вважає портретом короля Теодоріха.
Від храму Теодоріха, крім мозаїк, зберігся ряд предметів скульптурного оздоблення: різьблений престол і сінь з порфіру, чотирьохпластинна перепона перед престолом із зображеннями виноградної лози, павича і хреста. Оборот однієї з частин перепони прикрашений барельєфом з Даниїлом у лев'ячій ямі. Причому про зворотний бік цієї частини стало відомо тільки в 1950 році, коли її витягли з однієї з бічних капел, де вона до цього була вмонтована в стіну. У центрі головного нева зберігся амвон візантійського типу, створений у VI столітті.

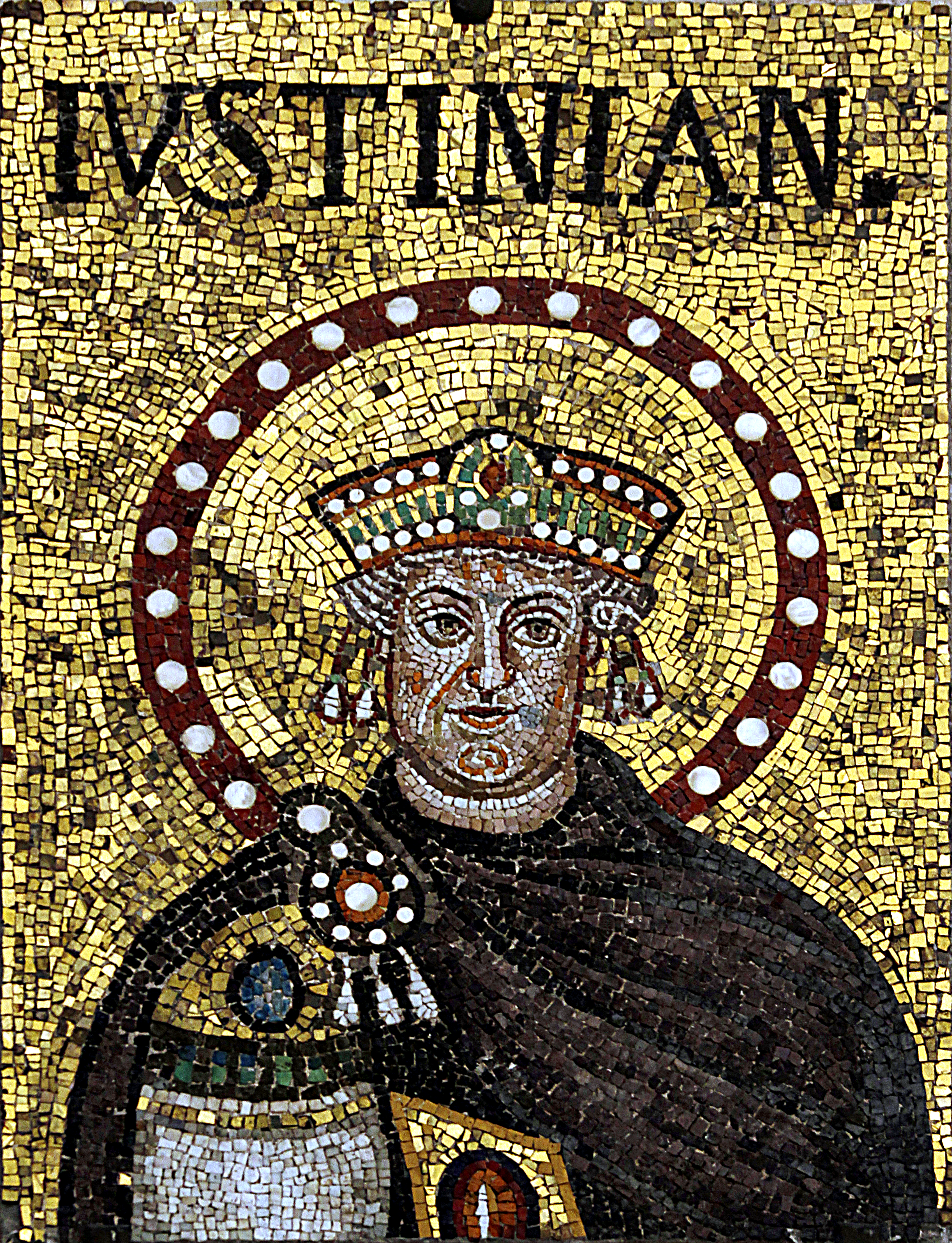
Мозаїчний портрет Юстиніана (за іншою версією — Теодориха) в базиліці Сант-Аполлінаре-Нуово
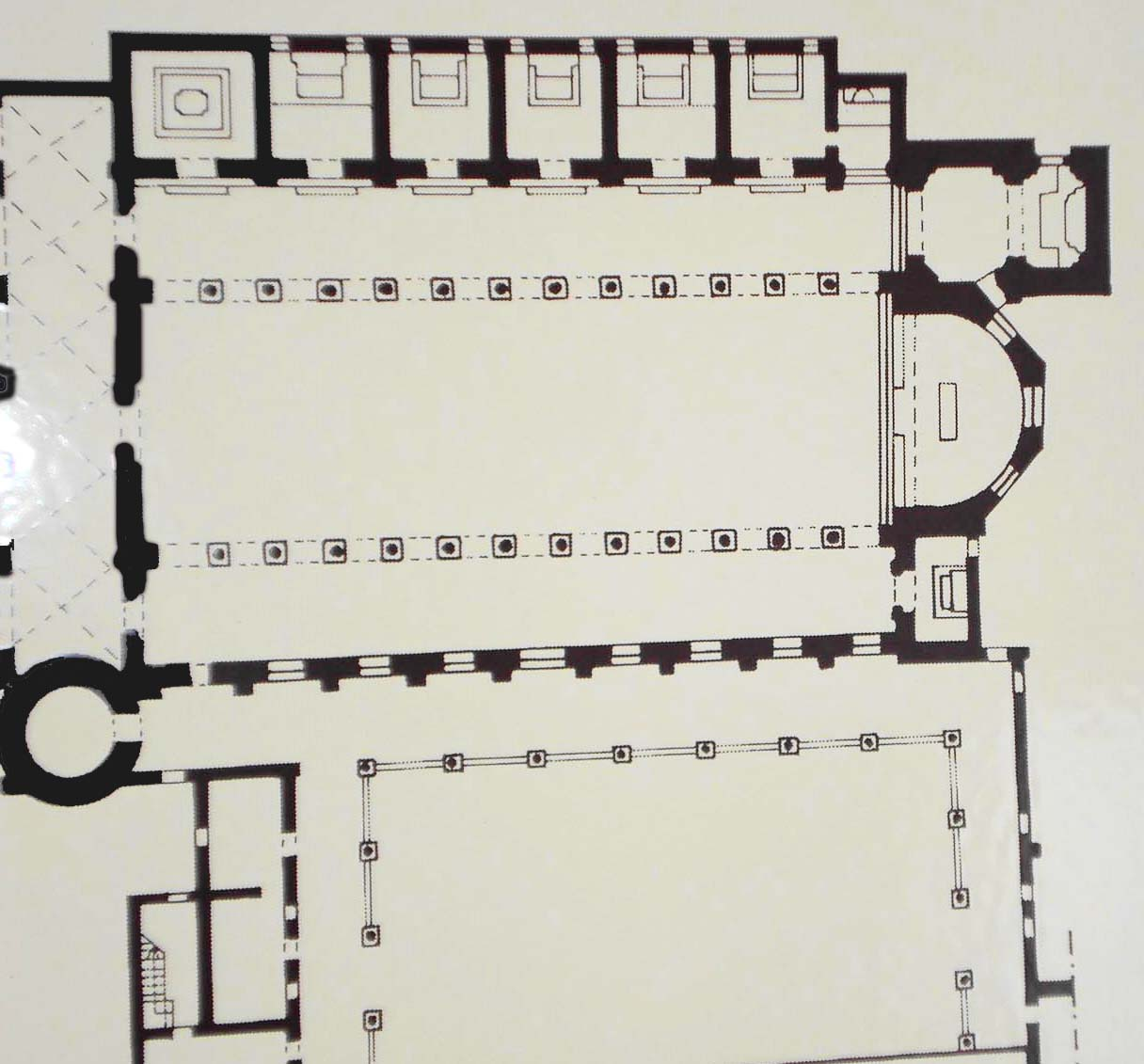
План Сант-Аполлінаре-Нуово
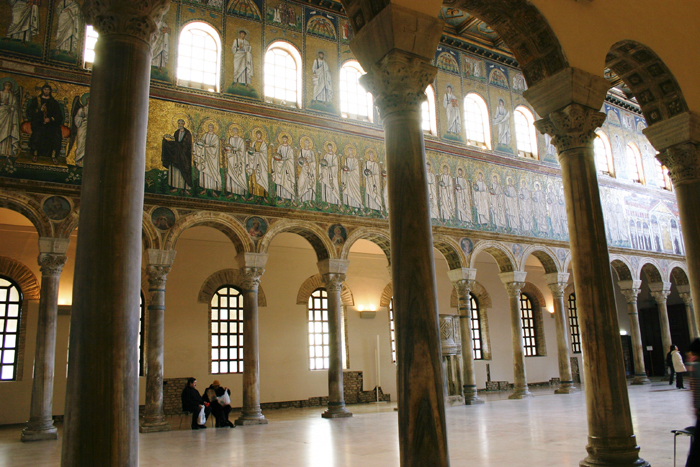
Вид південної (правої) стіни центрального нева

| Вівтарна перешкода (фрагмент) | Вівтарна перешкода (фрагмент) | Вівтарна перешкода (фрагмент) | Амвон |
| ----------------------------- | ----------------------------- | ----------------------------- | ----- |

### Євангельські сюжети
Верхній ряд стін центрального нева прикрашають мозаїки, створені на основі сюжетів Нового Заповіту, при цьому відсутні сюжети, пов'язані з розп'яттям і смертю Христа-Боголюдини (як вважають деякі дослідники, ці сюжети були небажаними в аріанців). При незначних розмірах (розглянути їх без спеціальних оптичних пристроїв, стоячи знизу, неможливо) євангельські
мозаїки відрізняються дивовижною деталізацією, яка свідчить про майстерність невідомого художника.
На північній (лівій) стіні зображені 13 сцен чудес Христових і притч, а саме:
- (1) весілля в Кані Галілейській (в ході невдалої реставрації 1854 року глечики з вином були замінені акошиками з хлібами, що зробило сцену невпізнанною[14]);
- (2) чудове множення хлібів;
- (3) чудовий улов риби й покликання Петра та Андрія;
- (4) зцілення єрихонського сліпого;
- (5) зцілення кровоточивої жінки (інтерпретація цієї мозаїки спірна);
- (6) Христос і самарянка[en];
- (7) воскресіння Лазаря;
- (8) притча про митаря і фарисея;
- (9) лепта вдови;
- (10) Христос розділяє овець і козлів (притча про Страшний суд);
- (11) зцілення розслабленого в Капернаумі;
- (12) Христос виганяє легіон бісів з біснуватого у свиней;
- (13) зцілення розслабленого у Віфезді.

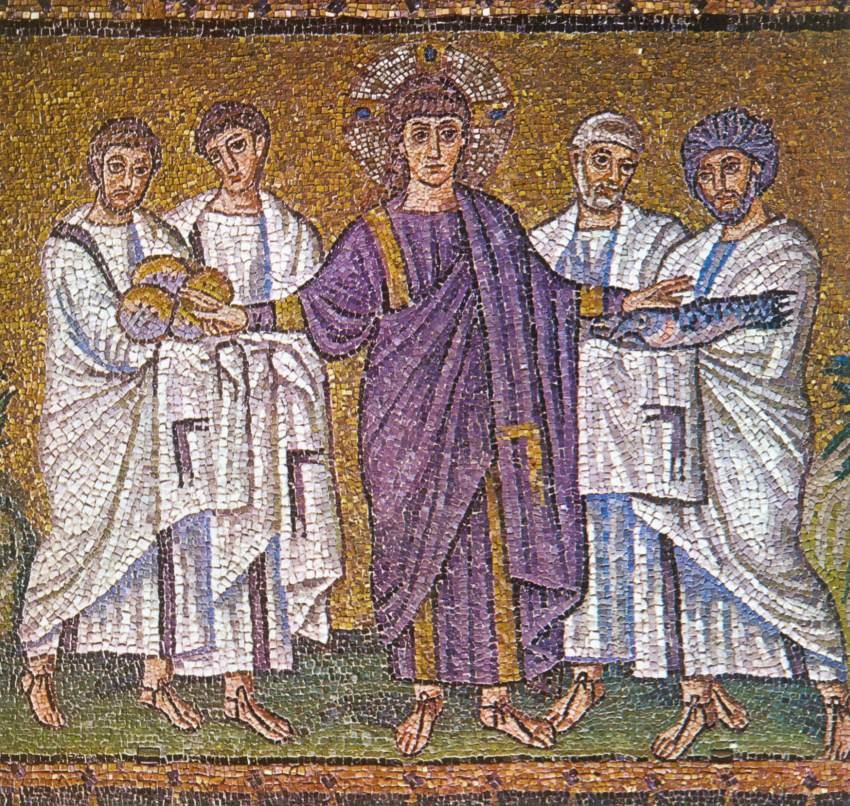
Множення хлібів
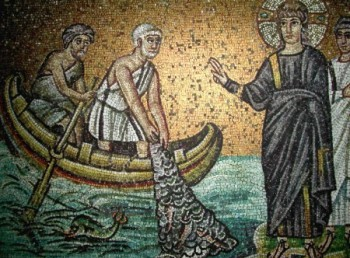
Чудовий улов риби
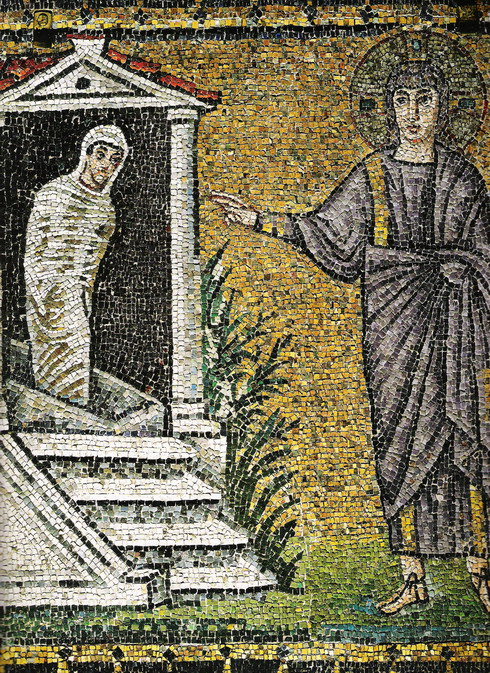
Воскресіння Лазаря
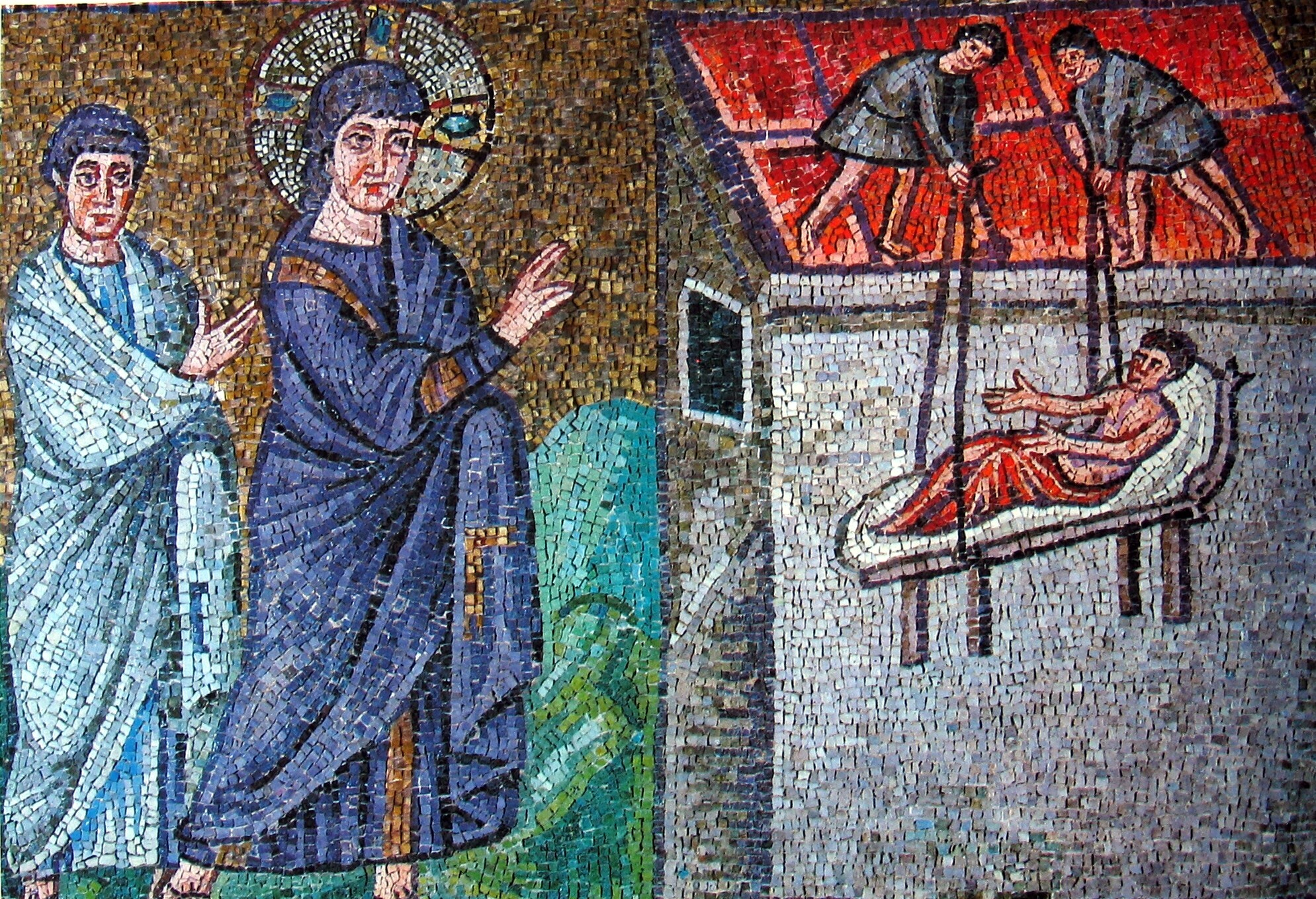
Зцілення розслабленого
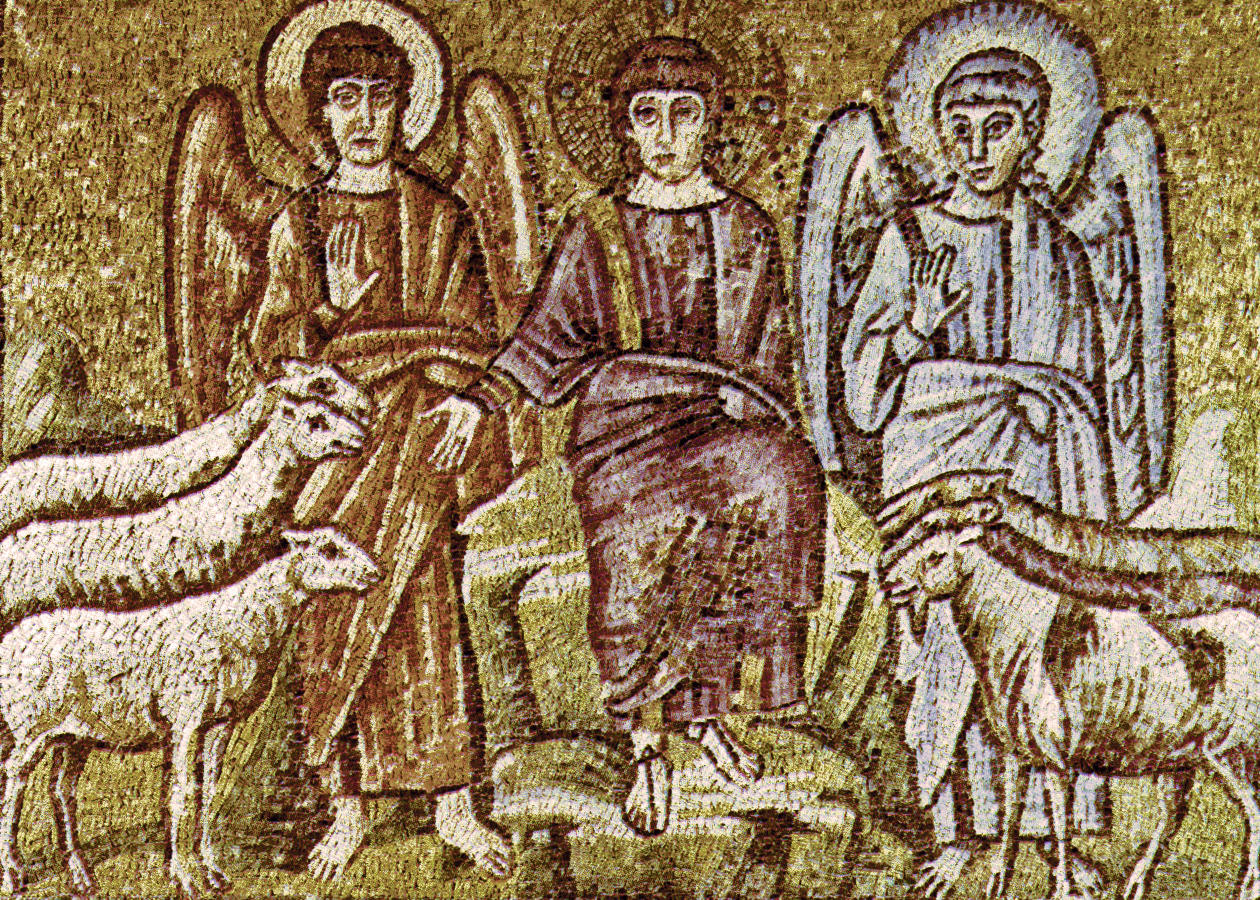
Притча про Страшний суд

На мозаїках цього циклу Христос зображений безбородим, вираз Його обличчя розчулено-милостивий. Кількість дійових осіб на мозаїках цього циклу зведена до мінімуму (47 персонажів на 13 мозаїк). Вперше у візантійському мистецтві євангельські сцени розміщуються не в хронологічному порядку, а в тій послідовності як вони згадуються в порядку великодніх читань в Равеннської церкви.
Мозаїки південної (правої) стіни значно контрастують з «північним» циклом: Христос тут бородатий, Його лик суворий, і персонажів тут у 2 рази більше (99 фігур на 13 мозаїках). На південній (правій) 13 зображень Страстей Христових (без сцени розп'яття) і Його Воскресіння. Послідовно тут зображені:
- (1) Тайна вечеря;
- (2) прощальна розмова Христа з апостолами на Оливковій горі (за іншою версією — проповідь Христа 11 апостолам в Гефсиманському саду, без Юди);
- (3) поцілунок Юди;
- (4, 5) Христос перед синедріоном;
- (6) передбачення Христа про зречення Петра;
- (7) зречення Петра[en];
- (8) Юда повертає 30 срібняків первосвященникам;
- (9) Христос перед Пілатом, Пілат умиває руки;
- (10) Христос йде на Голгофу, Симон Киринейський несе за Ним Хрест;
- (11) жінки-мироносиці й Ангел біля Гробу Господнього;
- (12) Христос і двоє апостолів на шляху в Еммаус;
- (13) увірування Фоми.

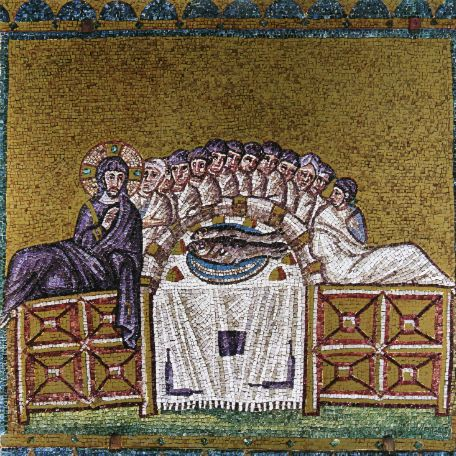
Таємна вечеря
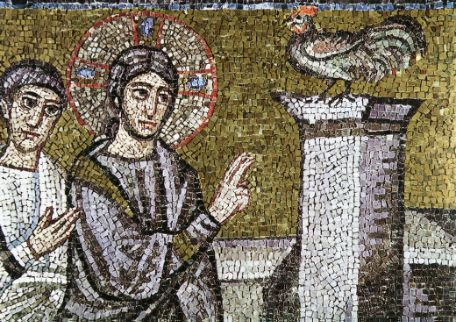
Передбачення про зречення Петра
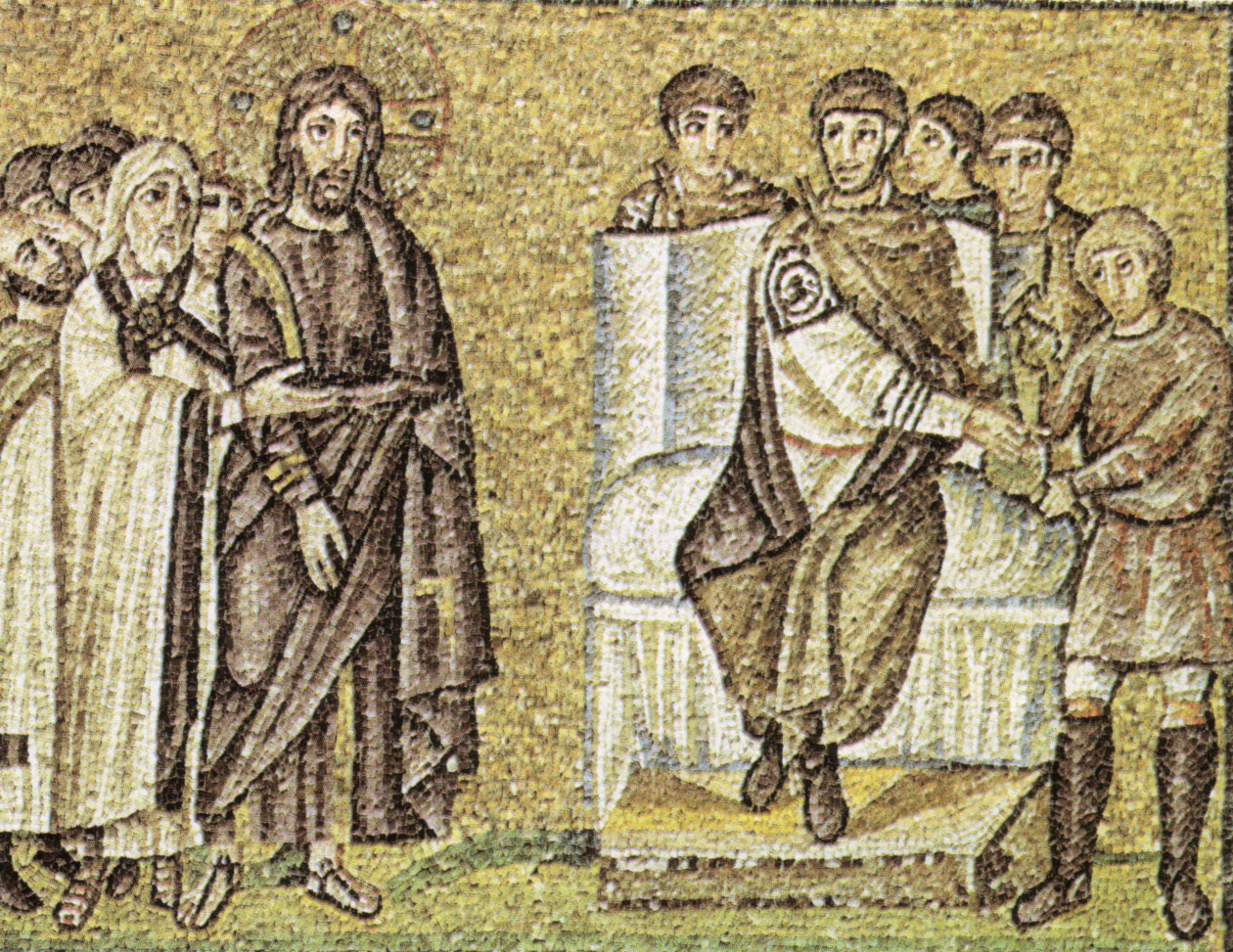
Суд Пілата
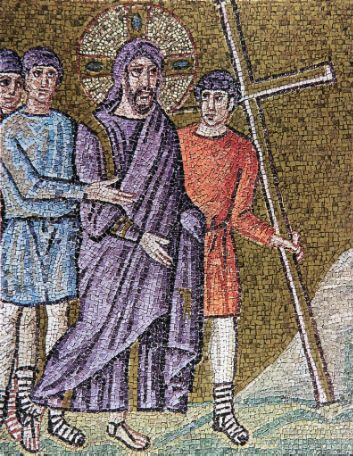
Хресна дорога
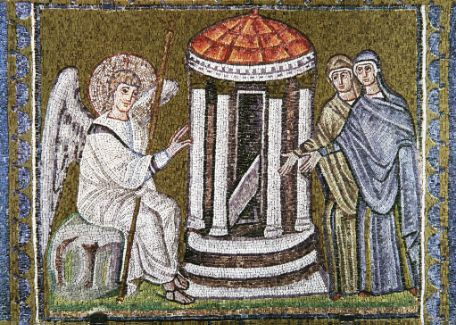
Жінки-мироносиці біля Гробу Господнього

Попри стильові відмінності між мозаїками північної та південної стін, більшість дослідників вважають, що роботи виконувалися в один і той же час, хоч і різними майстрами. Часом створення цих мозаїк вважається епоха Теодоріха, що підтверджується примітивністю зображень, орієнтованістю на передню площину, тобто іконографія біблійних сцен знаходиться на стадії становлення. Архітектура і пейзажі лише ледь-ледь позначені або відсутні зовсім. Прикладами примітивності й наївності мозаїк є такі курйозні моменти:
- у сцені з розслабленим, принесеним чотирма супутниками, одр з хворим спускають зі скатної, а не зі звичайної для Сходу плоскої покрівлі;
- одр розслабленого у Віфезді швидше нагадує решітку;
- у притчі про Страшний суд по праву руку від Христа стоїть червоний Ангел, який опікує овець (праведників), а по ліву — синій, який наглядає за козлами (грішниками), причому крім кольору Ангели нічим не відрізняються;
- у сцені з прогнозом про зречення Петра Христос вказує йому на колону, на вершині якої сидить півень;
- Гріб Господній зображено у вигляді ротонди, обрамленої колонами.

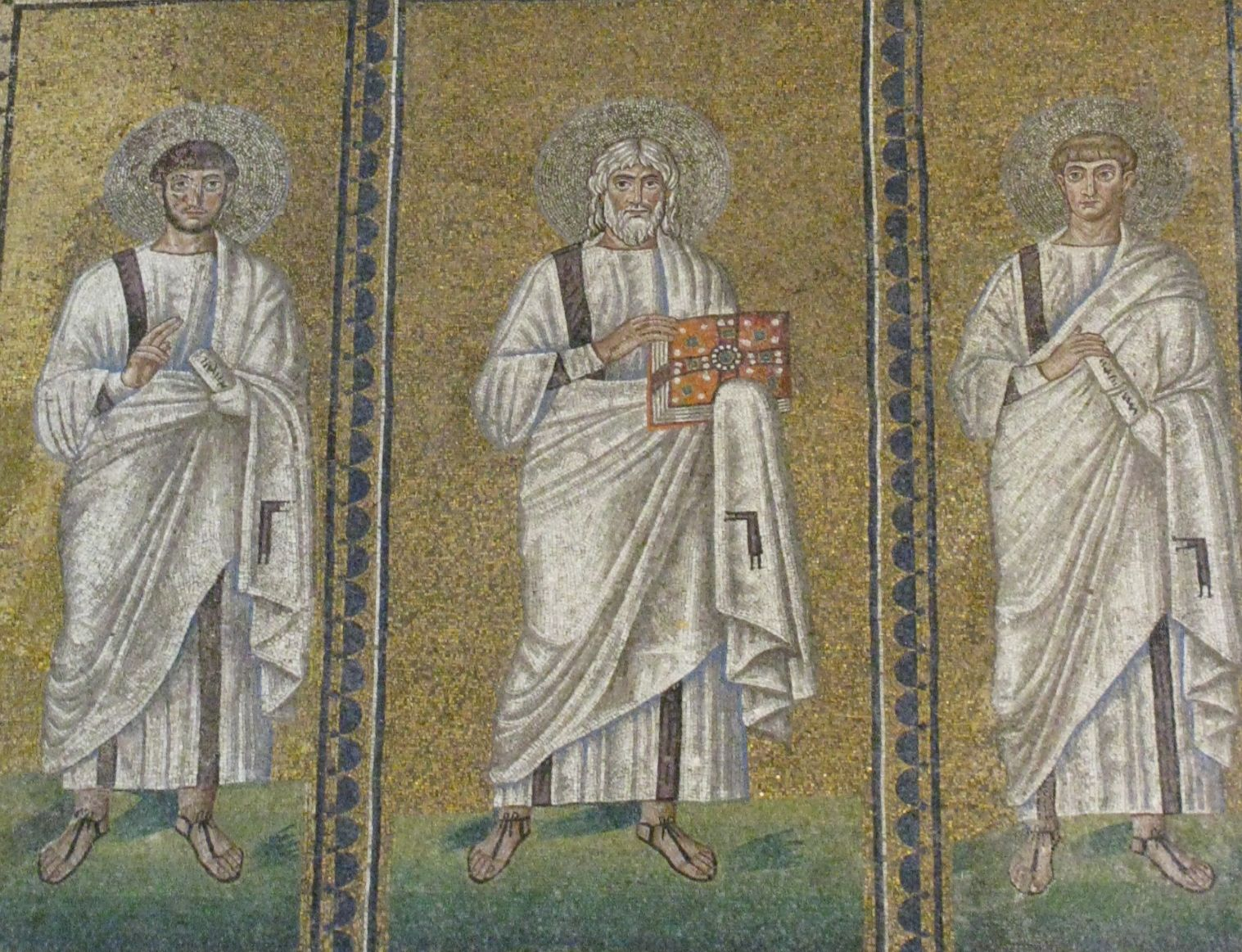
Пророки й святі. Мозаїка на північній (лівій) стіні нева, над зображенням порту Классі

Під мозаїками на євангельські сюжети знаходяться зображення 36 пророків і святих (по одному в кожній мозаїці), розділених віконними прорізами (в одному блоці без вікна зображена група з трьох святих, див. ілюстрацію). Їхні постаті поміщені вище горизонтального фризу, що відокремлює середній ярус стін від нижнього, що разом з фігурами птахів і травою під ногами має формувати мотив райського буття святих. Святі звернені у фас до вірян, вони одягнені в білий одяг, їхні голови увінчані німбом, в руках у них книга або сувій, особи відрізняються індивідуальними рисами (при цьому серед персонажів зустрічаються як молоді, так і дуже старі обличчя). Відсутність серед зазначених осіб будь-яких відомих рис, характерних для іконографії певних святих, дозволяє віднести цей мозаїчний ряд до епохи Теодоріха. Так само, як і в равеннському Баптистерії аріанців, відсутність написів на мозаїках Сант-Аполлінаре не дозволяє однозначно ідентифікувати зображених святих.

### Процесія мучеників

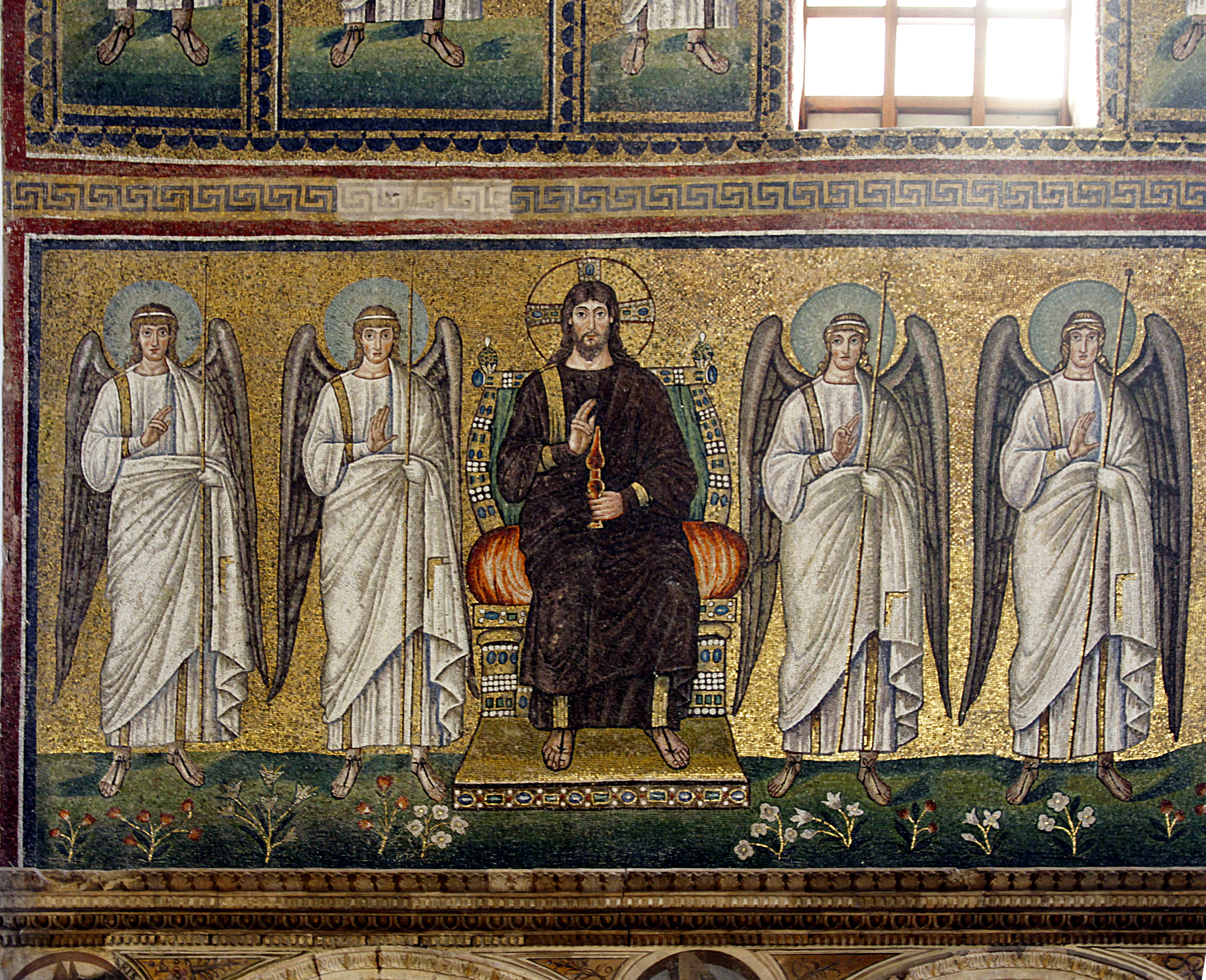
Христос Пантократор

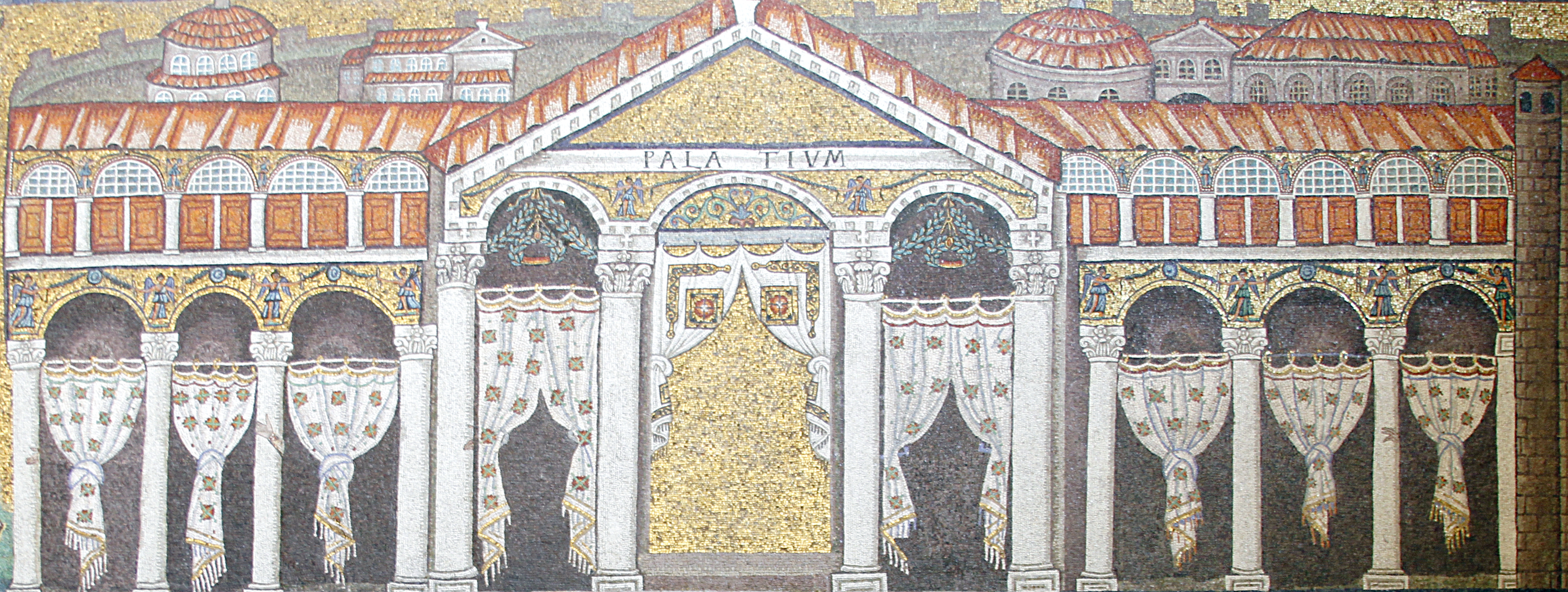
Палац Теодоріха

У нижньому ряду південної (зліва від вівтаря) стіни вміщено монументальне зображення процесії мучеників. Хода починається від будівлі, підписаного як Palatium, яке ототожнюється з палацом короля Теодоріха. У процесії бере участь єпископ Мартин Турський (його статус виділений особливим коричневим одягом) і за ним 25 мучеників (в порядку від вівтаря до входу, тобто зі сходу на захід): священномученик Климент Римський, священномученик Сікст II Римський, архідиякон-священномученик Лаврентій, священномученик Іполіт Римський, сповідник Корнелій Римський (можливо, мученик), священномученик Кипріян Карфагенський, мученик Касіян, римські мученики Іван і Павло, мученик Віталій, сини останнього міланські мученики Гервасій і Протасій, равеннський мученик Урсицин, міланські мученики Набор і Фелікс, равеннський єпископ, священномученик Аполлінарій, мученик Севастіан, великомученик Димитрій Солунський, священномученик Святий Полікарп, священномученик Вікентій, мученик Панкратій, мученики Хрисогон, Прот, Йовіна, Сабін. Всі святі тримають в руках свої мученицькі вінці. Фігури святих розділяються пальмами. Над кожним святим знаходиться скорочений напис, що ідентифікує його. Свята процесія, що проходить по квітковому полю, направляється до Ісуса Христа, що сидить на троні, який оточений чотирма ангелами. В руці Христа знаходиться скіпетр, який замінив в результаті реставрації 1860 року книгу, розкриту на словах: «Ego sum Rex gloriae» (Аз єсть Цар слави). Пальми й квіти вказують на райські оселі, в яких спочивають святі. Крім цього, пальма традиційно вказує на праведність і святість зображених осіб, відповідно до віршів 91 псалма «Праведник цвіте, як пальма, підноситься подібно кедру на Лівані. Посаджені в домі Господнім цвітуть на подвір'ях нашого Бога» (Пс. 91: 13—14).
Всі зображені святі (за винятком Мартіна Турського і Лаврентія) одягнені в однаковий білий одяг — знак святості; на Мартіні, в VI столітті — титульному святому базиліки, поверх білого вбрання накинутий коричневий паллій, а у Лаврентія під білою тунікою видно ще й золоту ризу. Більшість із зображених святих згадуються в євхаристійному каноні римської літургії, інші, мабуть, особливо шанувалися в Равенні або навіть конкретно в цій базиліці. Можливо, що святі саме в такому порядку згадувалися в літанії, що читалася в базилиці.
Як показали дослідження, одна частина мозаїк належить часу правління Теодоріха (Христос з ангелами, частково — королівський палац), інша — часу Юстиніана (процесія святих). Спочатку в процесії брали участь фігури самого Теодоріха і його придворних. Також змінили мозаїку із зображенням палацу Теодоріха. Дослідники вважають, що на тлі центральної арки палацу раніше перебувала фігура Теодоріха, а у фронтоні — група з трьох фігур: Теодоріх на коні посеред богинь міст Риму і Равенни. Від цих фігур збереглися добре помітні сліди кількох рук на висоті колон, а також напівкруглі обриси голів над горизонтальною опорою завіси. Самі ці однорідні й прості завіси — безсумнівно візантійського походження, створені в аркових отворах для того, щоб приховати «аріанських» персонажів оригінальної мозаїки.
Процесія мучеників в остаточному варіанті є вже типово візантійською композицією, для якої характерне повторення вертикальних мотивів в безперервній послідовності, ритмів, які лунають з певною постійністю, а також прагнення нівелювати індивідуальну характерність портрету.
|  |  |  |  |  |

### Процесія мучениць

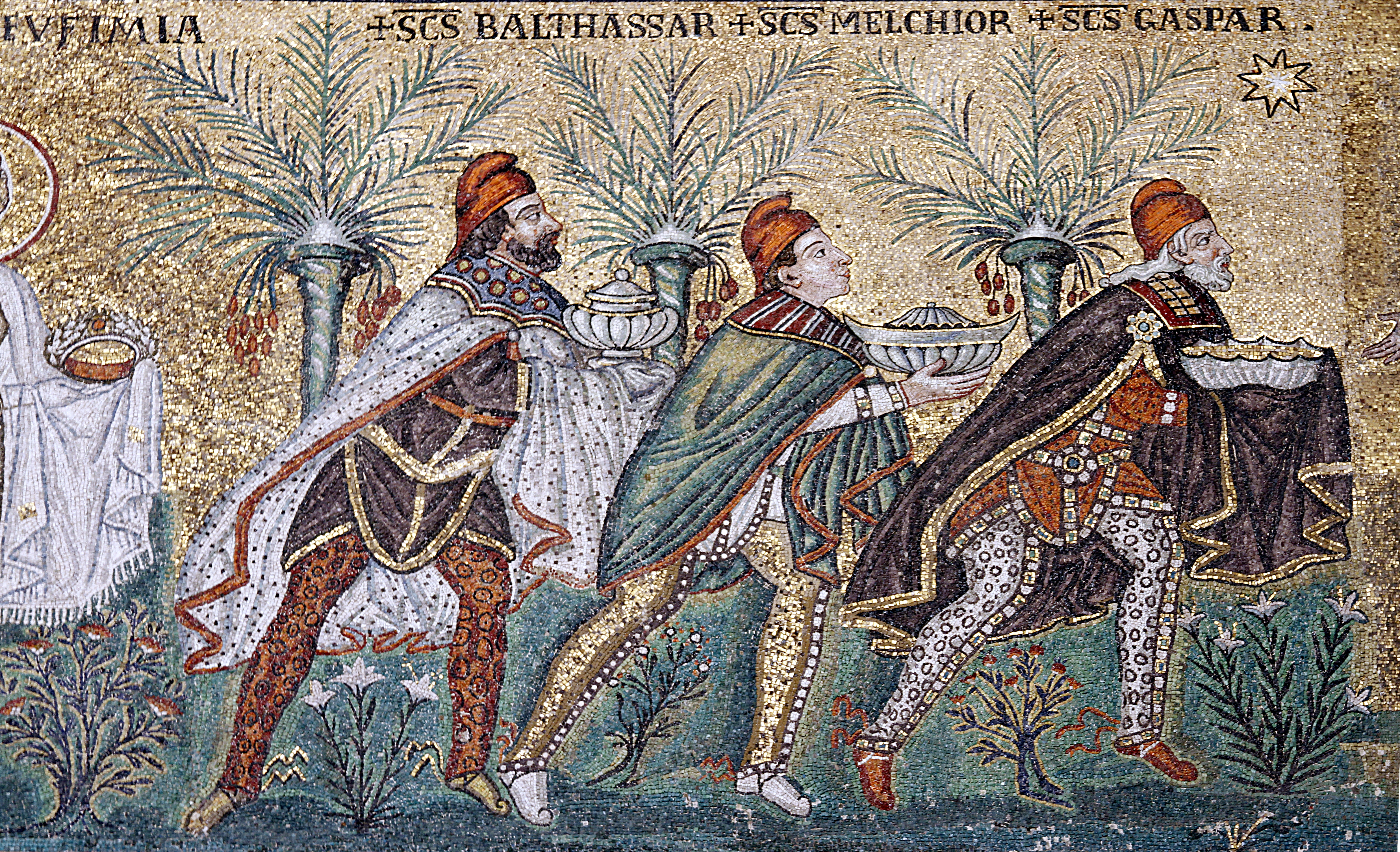
Поклоніння волхвів

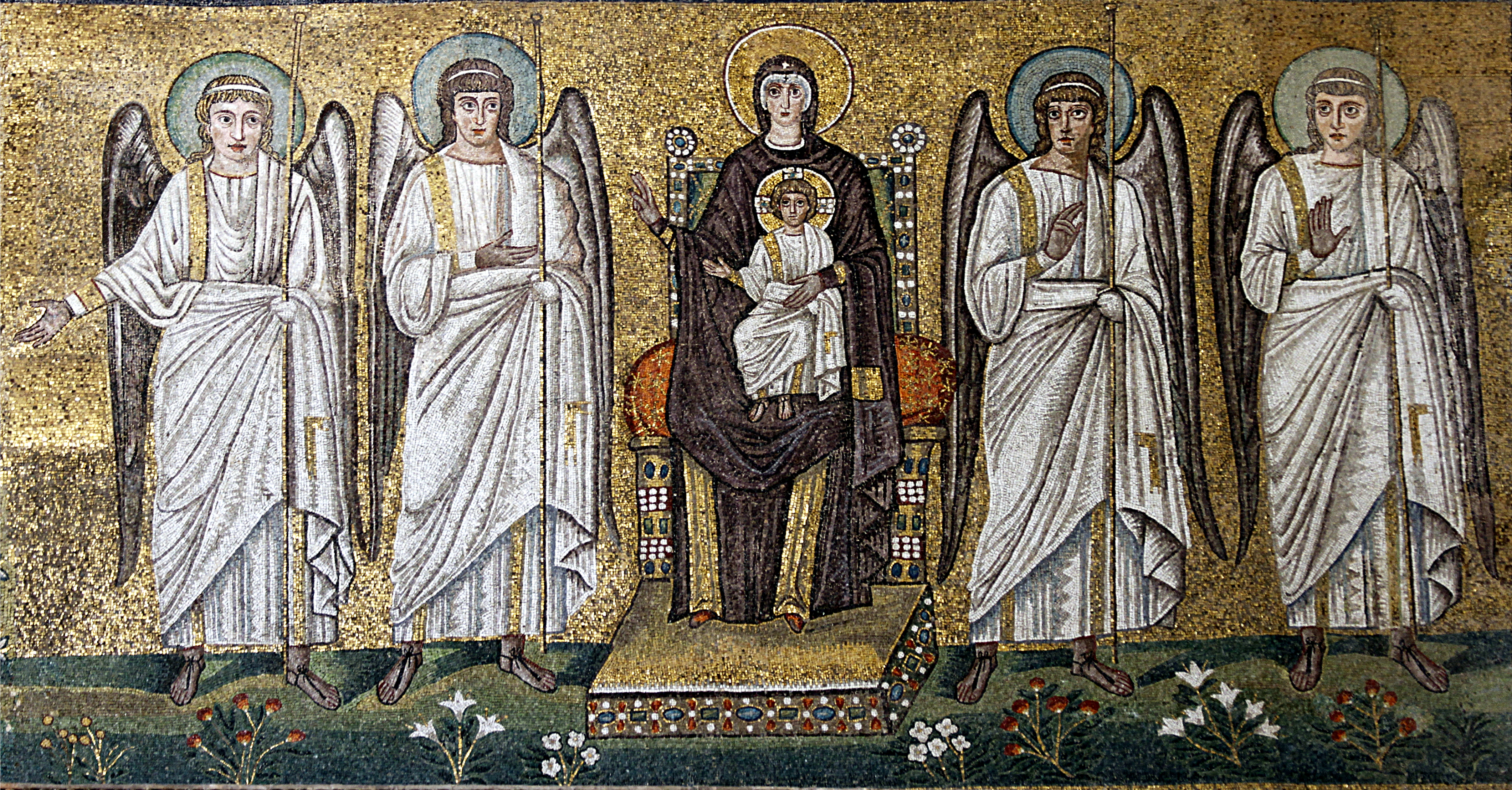
Богородиця

Розташована на північній (праворуч від вівтаря) стіні центрального неву і показує процесію з 22-х мучениць, які виходять із Класу у напрямку до престолу Богородиці, що тримає на колінах немовля Христа, і оточену чотирма ангелами. Імена перших (від вівтаря) 12 мучениць: Євфимія, Пелагія, Агата, Агнеса, Евіалія, Цецилія, Луція, Криспина, Валерія, Вікентія, Перпетуя, Феліцитата, серед наступних 10 можна визначити фігури Анастасії Сирмійської, Вікторії та Юстини. Всі святі тримають в руках мученицькі вінці, композиція аналогічна ході мучеників (фігури розділені пальмами, під ногами квіткове поле, над головами скорочені написи, що ідентифікують мучениць). На чолі процесії зображені волхви Валтасар, Мельхіор і Каспар, які приносять свої дари Христу. Їхніми фігурами візантійці замінили зображення дружини короля Теодоріха. Всі мучениці зображені в одних і тих же шатах, але їхні вишиті золотом туніки й білі вуалі за багатством і блиском перевершують прості білі мантії мучеників, зображених на протилежній стіні.
Так само, як і в разі процесії мучеників, можна відзначити, що більшість представлених святих жінок і дів згадуються в євхаристійному каноні римської літургії, а сама послідовність їхнього зображення показує, можливо, порядок згадки мучениць в місцевій літанії.
Особливий інтерес представляє мозаїка із зображенням міста (він підписаний Civitas Classis) і порту в Классі, створена в той період, коли місто і порт ще існували. Дослідники вважають, що на стінах порту спочатку поміщалися постаті представників остготської знаті, знищені при перероблюванні мозаїк.
Процесія мучениць (як і ряд мучеників на протилежній стіні) типово візантійська, з тим же характерним повторенням вертикальних ритмів.
|               |  |  |  |
| Порт в Классі |  |  |  |